# Moorexpress

Logo van Moorexpress.

Moorexpress kan verwijzen naar een treindienst van de Eisenbahnen und Verkehrsbetriebe Elbe-Weser (EVB) die sinds mei 2006 in de zomer maanden als een toeristische trein onder de naam Moorexpress tussen Bremen en Stade gereden wordt. Zie voor meer informatie de artikelen over de deeltrajecten:
- Osterholz-Scharmbeck - Bremervörde, spoorlijn tussen Bremen en Bremervörde via Osterholz-Scharmbeck
- Bremervörde - Stade, spoorlijn tussen Hesedorf en Stade